# Анастасій (Алєксандров)
Анастасій Алєксандров (в миру Олександр Алєксандров; 16 (28) квітня 1861 село Байтерякове, Лаішевський повіт, Казанська губернія — 23 червня 1918 року, Петроград) — єпископ Православної Російської Церкви, єпископ Ямбурзького, вікарій Санкт-Петербурзької єпархії. Вчений-славіст.

## Життєпис
Народився в сім'ї священика Іоанна Алєксандрова, що був з травня 1860 по вересень 1862 року настоятелем Володимирської церкви села Байтерякове Лаішевського повіту Казанської губернії (родового маєтку потомствених дворян Казіних).
28 травня (9 червня) 1861 року (тобто менш ніж через півтора місяці після народження А. Алєксандрова) в селі Байтерякове сталася велика пожежа, яка застала священика Іоанна Алєксандрова під час звершення Божественної літургії в сільському храмі. В одній з клірових відомостей повідомлялося, зокрема, що «під час колишньої пожежі в селі Байтерякове, від якої згорів його власний дім і все майно, він, Алєксандров, зі зразковою і рідкісною самовідданістю продовжував здійснювати розпочату ним літургію з одним причетником, якого переконав до закінчення Служби Божої залишитися в церкві, охопленій полум'ям».
За це 30 лютого / 12 грудня / 1861 Іоанну Алєксандрову була оголошена «вдячність Єпархіального начальства із внесенням до послужного списку».
У 1879 році закінчив Першу казанську гімназію.
У 1883 році закінчив історико-філологічний факультет Казанського університету зі ступенем кандидата історико-філологічних наук за роботу: «Дитяча мова». Учень відомих філологів І. О. Бодуена де Куртене і М. В. Крушевського.
Був залишений при університеті для підготовки до професорського звання по кафедрі порівняльного мовознавства і санскриту.
У 1884 року відряджений в Дерптський університет на півтора року для наукових занять санскритом і німецькою мовою. У літню пору відвідував Прибалтику для вивчення литовської мови.
У 1886 захистив дисертацію «Sprachliches aus dem Nationaldichter Litauens Donalitius. Zur Semasiologie» («Мова національного поета Литви Донелайтіса. До семасіології») на здобуття наукового ступеня магістра порівняльного мовознавства.
Восени 1886 року призначений приват-доцентом кафедри порівняльного мовознавства Дерптського університету.
У 1886-1888 роки — приват-доцент кафедри порівняльного мовознавства та санскриту Харківського університету.
22 вересня 1888 року за дисертацію «Litauische Studien Nominalzusammungen» («Литовські етюди: Іменні складні слова»), представлену в Дерптському університеті, удостоєний ступеня доктора слов'янської філології. Обидві дисертації були написані німецькою мовою і захищені в Дерптському університеті.
У 1888-1889 роки — екстраординарний професор кафедри порівняльного мовознавства та санскриту Казанського університету.
У 1889-1896 роки — екстраординарний професор кафедри слов'янської філології Казанського університету.
У 1896-1911 роки — ординарний професор кафедри слов'янської філології Казанського університету.
У 1890, 1891, 1893, 1895 роках виїжджав в наукові відрядження за кордон, головним чином в слов'янські країни.
У 1910 році удостоєний honoris causa звання Доктора церковної історії. Почесний член Московської, Петроградської і Казанської духовних академій.
Був почесним членом «Казанського Товариства Тверезості» і першим редактором журналу «Діяч».

Народні читання, недільні школи і читальні в 44 відділах і велика видавнича діяльність Товариства знаходяться в завідуванні Голови загальноосвітніх установ, професора університету А. Алєксандрова, який був обраний Товариством Тверезості Почесним членом за його корисну діяльність і душевне ставлення до загальноосвітніх закладів Товариства. Він же започаткував журнал «Діяч».
— журнал «Діяч». — 1898. — № 8 — 9 (серпень — вересень). — С. 406.

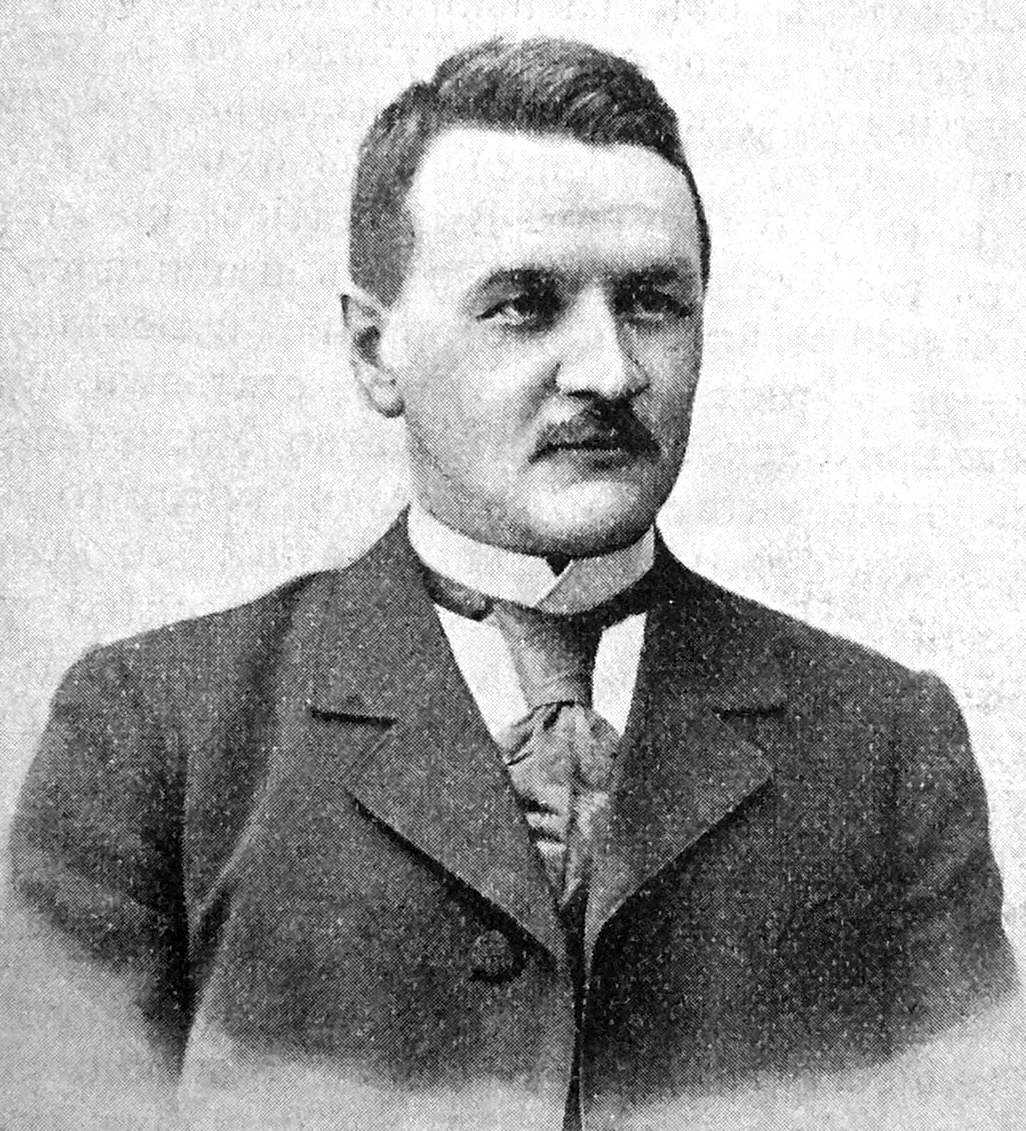
Професор Імператорського Казанського Університету А.Алєксандров (фото із журналу «Діяч» за серпень — вересень 1898 р.)

У 1896-1905 роках — завідувач і керівник чоловічої недільної школи в Казані. Організував цю школу, в якій займалися робітники, а заняття вели студенти Казанської духовної академії.
В 1897–1905 — секретар історико-філологічного факультету Казанського університету.
В 1903–1908 — редактор «Вчених записок Казанського університету».
У 1905-1911 роки — декан історико-філологічного факультету Казанського університету. Будучи деканом, не раз виконував обов'язки ректора.
У 1910-1911 роки — ординарний професор Казанської духовної академії по кафедрі історії слов'янських і румунської церков.
У липні 1910 був пострижений у чернецтво, зведений в сан ієродиякона і ієромонаха.
7 липня 1910 року в Раифском Богородицком монастирі архієпископом Казанським Яковом (П'ятницьким) був пострижений у чернецтво, 8 липня висвячений у сан ієродиякона, 10 липня — у сан ієромонаха.
У 1910-1912 роки — інспектор Казанської духовної академії.
З травня 1911 по лютий 1912 року — заслужений ординарний професор кафедри слов'янської філології Казанського університету.
6 серпня 1911 року в Казанському Преображенському монастирі зведений в сан архімандрита.
У 1911-1913 роках — ординарний професор Казанської духовної академії по кафедрі церковнослов'янської, російської мов і палеографії.
15 лютого 1912 року призначений ректором Казанської духовної академії.
2 березня 1912 року в академічному храмі Казані названий і 4 березня в кафедральному Благовіщенському соборі Казані хіротонізований на єпископа Чистопільського, другого вікарія Казанської єпархії.
З 30 травня 1913 року — єпископ Ямбурзький, вікарій Санкт-Петербурзької (з 1914 — Петроградської) єпархії, останній ректор Санкт-Петербурзької (з 1914 — Петроградської) духовної академії.
Автор наукових праць зі славістики, порівняльного мовознавства, російської діалектології, церковнослов'янської та литовської мов, психології та фізіології мови, історії Чорногорії. Знавець багатьох слов'янських мов і санскриту. Під час роботи в університеті перебував в наукових відрядженнях в Австро-Угорщині, Чорногорії, Сербії, Болгарії, Константинополі та на Афоні. Шанувальник святого Іоанна Кронштадтського, склав житіє преподобного Іоанна Рильського і акафіст цьому святому — небесному покровителю о. Іоанна.
Справив великий вплив на свого вихованця по Академії Бориса Ярушевича, згодом митрополита Миколая, Крутицького і Коломенського; над яким 23 жовтня 1914 року здійснив чернечий постриг.

## Праці
- Наголос іменників у російській мові. Варшава, 1882.
- Дитяча мова. Варшава, 1882.
- Особливості відмінкових закінчень іменників у говірках російської мови. Варшава, 1883.
- Sprachliches aus dem Nationaldichter Litauens Donalitius [Архівовано 11 серпня 2017 у Wayback Machine.]. Дерпт, 1886.
- Uber die Bedeutung der Sprachstorungen fur dei Sprachwissenschaft. Дерпт, 1886.
- Litauische Studien. Дерпт, 1888.
- Литовські етюди. Варшава, 1888.
- Мовознавство, метод і завдання; мова церковнослов'янська в історичному минулому слов'янства. Казань, 1889.
- Слов'яно-фінські культурні відносини за даними мови. Казань, 1890.
- Служба св. Кирилу і Мефодію в болгарському списку XIV ст. Варшава, 1893.
- «Фізіолог» за рукописом сербської редакції. Казань, 1893.
- Грамоти і диптихи російських государів в слов'янських монастирях Адріатичного узбережжя. Казань, 1884.
- Історія розвитку духовного життя Чорної Гори і князь-поет Микола I. Казань, 1895.
- Служба св. Кирилу, вчителю слов'янському по сербському рукопису XIV століття Пантелеймонівського монастиря на Афоні. СПБ, 1895.
- Петро I Петрович, владика митрополит Чорногорський. Його посвячення в єпископа і сказане ним після цього слово. Казань, 1895.
- Новий твір Чорногорського князя Миколи «Князь Арваніт». Казань, 1896.
- «Нова Кола», твір Чорногорського князя Миколи I, і значення самостійного життя чорногорських племен в історії споконвічної незалежності сербського народу в Чорній горі. Казань, 1897.
- Матеріали і деякі дослідження з історії Чорногорії. Казань, 1897.
- Чорногірка в житті приватної і суспільної. Казань, 1897.
- Цар-визволитель, перетворювач і просвітитель Росії, імп. Олександр II. Казань, 1902.
- Імператор Олександр II, Південні Слов'яни і Македонія. Казань, 1903.
- Чорногорський князь Микола I, в своїх поетичних творах. СПБ, 1904.
- Некрополь Казанського кафедрального собору. Каз., 1907;
- Св. мученики Іван, Стефан і Петро, казанські чудотворці. Казань, 1909.
- Політична і церковне життя слов'янства в XIX столітті. Казань, 1911.
- Пам'яті М. В. Ломоносова, батька російської науки і співака на лад ліри богодуховенного псалмоспівця. Каз., 1912;
- Мова при нареченні в єпископа // Додаток до Церковних відомостей. 1912. № 10. С. 403;
- Слово в Великий четвер // ПС. 1913. Май. С. 679—681;
- Насіння віри Христової на Казанської землі // Додаток до Церковних відомостей. 1916. № 1. С. 3;
- Слово при постригу в чернецтво // ХЧ. 1916. січ. С. 3;
- Слово, [вимовлене] 2 берез. 1916 року в храмі Олександрівського ліцею // Християнське читання. 1916. лютий С. 129.